# Sapajus cay
El mono capuchino de Azara  o mono caí bayo (Sapajus cay), es una especie de primate platirrinos del género Sapajus. Es endémica de las regiones cálidas del centro de América del Sur.

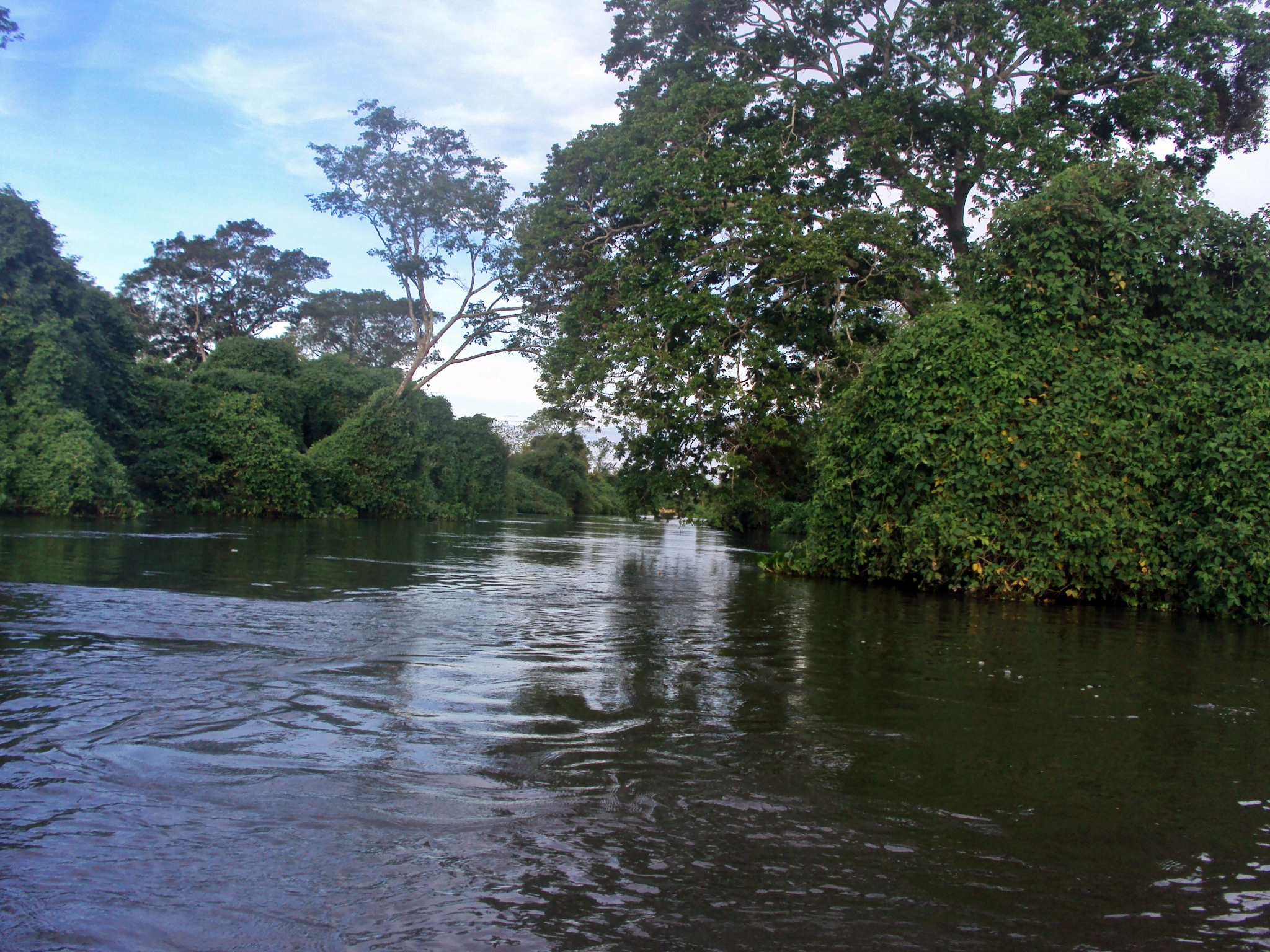
Selva en galería del río Cuiabá, en el Pantanal brasileño; el hábitat de esta especie.

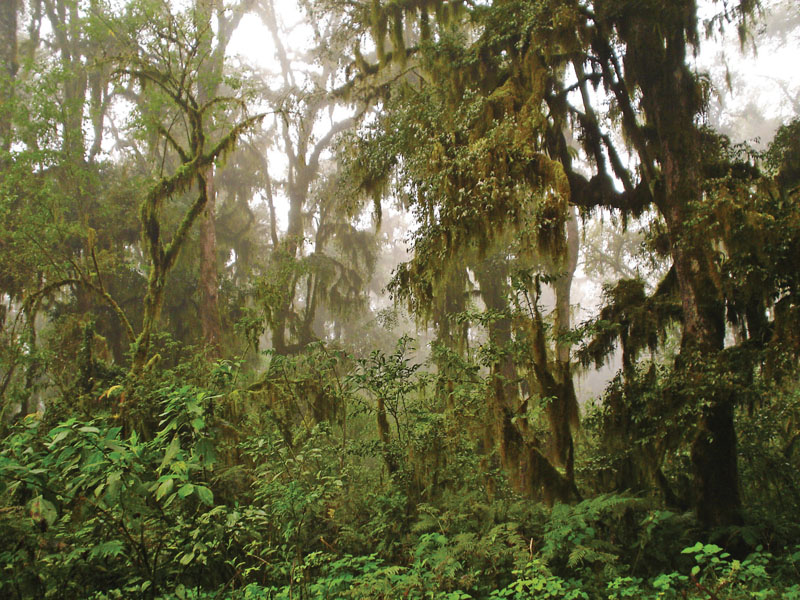
Yungas en la Provincia de Salta, Argentina; el hábitat de esta especie.

## Taxonomía
Este taxón era considerado un integrante del género Cebus, pero en 2011, sobre la base de estudios de ADN se pudo comprobar que ese género estaba separado en dos grupos distanciados genéticamente desde finales del Mioceno, hace 6,2 millones de años atrás, es decir, en la misma época en que los humanos se separaban del tronco de los chimpancés. Como resultado, a 8 especies se las ubicó en el género Sapajus, y las restantes quedaron en el género Cebus.

### Subespecies
Presenta dos subespecies; es:
- Sapajus cay pallidus Gray, 1866 es la occidental;
- Sapajus cay paraguayanus Fisher, 1829 es la oriental.

## Distribución
- Sapajus cay pallidus Gray, 1866: se distribuye por gran parte de Bolivia, el centro del Brasil en especial en el Pantanal, y en las selvas de montaña o yungas del norte argentino, en las provincias de Jujuy y Salta y en la provincia de Tucumán.
- Sapajus cay paraguayanus Fisher, 1829: es la otra subespecie, ubicada al oriente de la anterior, en otros biomas y solo unida a la primera en la porción norte de la distribución, estando las poblaciones australes de ambas separadas por 800 km. Esta subespecie habita en el centro del Brasil en el estado de Mato Grosso do Sul, en Bolivia en el Departamento de Santa Cruz, en el Paraguay oriental,[5] y pequeños sectores del nordeste de la Argentina; uno de ellos son las selvas en galería del chaco Oriental o húmedo en el Parque nacional Río Pilcomayo, de la provincia de Formosa. La población de la isla Apipé en el extremo norte de Corrientes parece estar extinta. Aunque es típico de la Selva Atlántica del interior en el Paraguay oriental, no habita el mismo ambiente en su continuación argentina, en la selva misionera de la provincia de Misiones, pues el río alto Paraná resulta ser una barrera infranqueable, al poseer este género una fuerte aversión al agua, de la cual se aprovechan los zoológicos para mantenerlos cautivos en islas rodeadas por una franja de agua de solo unos pocos metros de ancho. En esa provincia argentina solo habita en una isla del río Paraná: la isla Caraguatay.

## Características
Sus integrantes son monos pequeños, de unos 45 cm de largo, con una cola prensil que enrollan alrededor de las ramas para ayudarse en el movimiento alrededor de los árboles. Suelen presentar sobre sus cabezas mechones o crestas.   

### Diferencias entre las subespecies
Los adultos de S. c. paraguayanus presentan un único patrón de coloración en su pelaje: son dorsalmente pardos, y ventralmente marrón-rojizo claros.
Los adultos de S. c. pallidus presentan 3 fenotipos. 
- 1. Dorsalmente marrón pálido, y ventralmente marrón-rojizo claro, similar a S. c. paraguayanus. Este patrón está presente tanto en los ejemplares de las yungas argentinas como en los de las yungas del centro de Bolivia.

- 2. Región dorsal marrón grisáceo, y ventralmente marrón rojizo claro, pero lo ventral es más claro que en S. c. paraguayanus. Este patrón está presente sólo en los ejemplares de las yungas argentinas.

- 3. Región dorsal rojiza. Este patrón está presente sólo en los ejemplares de las yungas del centro de Bolivia.

## Costumbres
Viven en manadas, recorriendo un territorio en busca de alimento: frutos, hojas tiernas, y pequeños animales.

## Sinonimia
- Cebus libidinosus paraguayanus Spix, 1823
- Cebus apella paraguayanus
- Cebus apella kay
- Cebus kay
- Cebus apella cay
- Cebus cay
- Cebus paraguayanus
- Cebus azarae
- Sapajus paraguayanus
- Sapajus kay